# Les Alleux
Les Alleux é uma ex-comuna francesa na região administrativa de Grande Leste, no departamento Ardenas. Estendeu-se por uma área de 12 km². Em 2010 a comuna tinha 85 habitantes (densidade: 7,1 hab./km²).
Em 1 de janeiro de 2017 foi fundida com as comunas de Le Chesne e Louvergny para a criação da nova comuna de Bairon et ses environs.